# Arbeitskreis „Volkswirtschaftliche Gesamtrechnungen der Länder“
Der Arbeitskreis »Volkswirtschaftliche Gesamtrechnungen der Länder« erstellt die Volkswirtschaftlichen Gesamtrechnungen für die deutschen Bundesländer. Gegründet wurde der Arbeitskreis 1954. Zu ihm gehören die Statistischen Ämter der 16 Bundesländer sowie das Statistische Bundesamt und das „Bürgeramt, Statistik und Wahlen der Stadt Frankfurt am Main“ als Vertreter des Deutschen Städtetages an. Den Vorsitz und die Federführung des Arbeitskreises hat das Statistische Landesamt Baden-Württemberg.
Die Berechnungen erfolgen nach dem Europäischen System Volkswirtschaftlicher Gesamtrechnungen (ESVG 1995).